# Jonathan Atsu
Jonathan Atsu, född 27 september 1996 i Carhaix-Plouguer, är en fransk simmare.

## Karriär
Atsu började simma som sjuåring.

### 2016–2017
I november 2016 tog Atsu två brons vid franska kortbanemästerskapen i Angers på 200 meter frisim och på 4×50 meter frisim tävlande för klubben Dauphins du TOEC.
I maj 2017 vid franska långbanemästerskapen i Schiltigheim tog han guld på 200 meter frisim och var en del av laget som tog guld på 4×200 meter frisim. I december 2017 vid franska kortbanemästerskapen i Montpellier tog Atsu brons på 200 meter frisim.

### 2018–2020
I november 2018 vid franska kortbanemästerskapen i Montpellier tog Atsu fyra medaljer. Individuellt tog han brons på 200 meter frisim och 200 meter fjärilsim. Tävlande för Dauphins du TOEC var Atsu med och tog silver på 4×50 meter medley och brons på 4×50 meter mixed frisim.
I december 2019 vid franska kortbanemästerskapen i Angers var Atsu med och tog brons på 4×50 meter frisim. I december 2020 vid franska långbanemästerskapen i Saint-Raphaël tog han silver på 200 meter frisim.

### 2021–
I juni 2021 vid franska långbanemästerskapen i Chartres tog Atsu silver på 200 meter frisim för andra året i rad och kvalade samtidigt in till OS i Tokyo 2021. Vid OS simmade han 200 meter frisim på tiden 1.47,75, men blev utslagen i försöksheatet och slutade på totalt 28:e plats. Atsu var även en del av Frankrikes lag på 4×200 meter frisim tillsammans med Jordan Pothain, Hadrien Salvan och Enzo Tesic. De blev dock utslagna i försöksheatet och slutade på totalt 11:e plats.